# Simon de Freine
Simon de Freine, ou quelquefois de Fresne ou Dufresne, était un poète et littérateur anglo-normand né vers 1140 et mort vers 1210.
Simon de Fresne était chanoine de Hereford. Il a été le premier trouvère à utiliser l’acrostiche pour se faire connaître. En effet, les vingt premiers vers de sa traduction donnent : « Simun de Freisne me fist. ».
Il a écrit Le Roman de Fortune, une imitation de la Consolation de Boèce sur l’inconstance de la fortune et les motifs de consolation dans les revers en seize cents vers d'un style ferme et précis. On y trouve l'affirmation nette et positive d'une « quatrième partie du monde ». 
Il est également l’auteur de lettres à Giraud de Cambrie et d’une Vie de Saint Georges.